# St. Joseph (Öhringen)

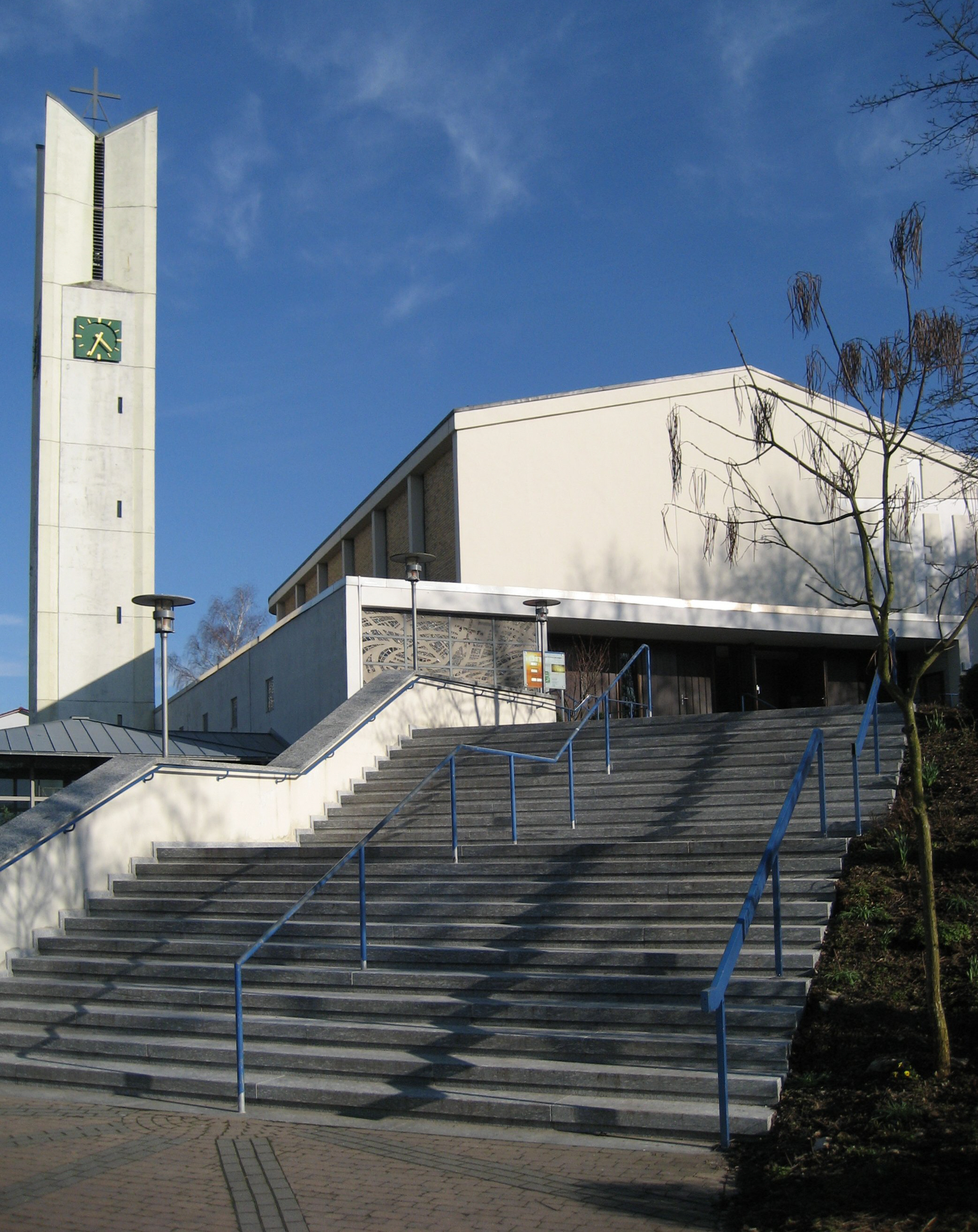
Die Öhringer Kirche St. Joseph

St. Joseph ist eine katholische Kirche in Öhringen. Die Kirche aus dem Jahr 1961 ist Joseph dem Arbeiter geweiht. Im Jahr 2012 wurde der Innenraum der Kirche grundlegend renoviert und umgestaltet.

## Geschichte
Bedingt durch die Reformation gab es ab dem 16. Jahrhundert nur sehr wenige Katholiken in Öhringen. Im Jahr 1858 zählte man 74 Katholiken, im Jahr 1900 waren es 135. Die Gottesdienste der zur Kirchengemeinde Pfedelbach gehörenden Gemeinde wurden zu dieser Zeit in der Öhringer Spitalkirche abgehalten, der erste Gottesdienst fand dort am 4. Juni 1882 statt. Mit Genehmigung des Fürstenhauses konnte hier alle zwei Wochen ein Gottesdienst abgehalten werden. 1899 gründeten die Gemeindemitglieder einen Kirchenbaufonds zum Bau einer eigenen Kirche. Bis zum Jahr 1930 waren so – trotz der Inflation – 13.000 Mark vorhanden. Da ein Neubau finanziell nicht zu schultern war, wurde der Kauf der Spitalkirche ins Auge gefasst. 1940 wurde zwischen der fürstlichen Verwaltung und dem Pfedelbacher Pfarrer Alois Lanig ein Kaufvertrag abgeschlossen. Die Öhringer Katholiken hatten nun ein eigenes Gotteshaus, das regelmäßig genutzt wurde.
Mit dem Ende des Zweiten Weltkrieges zogen zahlreiche Katholiken nach Öhringen. Im Jahr 1945 lebten bereits 1.200 Katholiken in der Stadt (gegenüber 275 im Jahr 1935), dadurch entstand eine völlig neue seelsorgerliche Situation. In Öhringen wurde 1951 eine eigenständige Pfarrverweserei errichtet, zu der das Expositurvikariat Neuenstein gehörte. Am 1. Januar 1957 wurde Öhringen zur Stadtpfarrei erhoben. Zu diesem Zeitpunkt lebten in der Stadt etwa 1.900 Katholiken, in den zugehörigen Außenbezirken weitere 850. Die Spitalkirche wurde viel zu klein für die große und weiterhin wachsende Gemeinde. In den Außenbezirken wurden ab 1949 heute nicht mehr bestehende Notkirchen errichtet: die Heilig-Geist-Kirche in Ohrnberg 1949, die Immaculatakirche in Langenbeutingen 1950, die Josefskirche in Zweiflingen 1951, sowie weitere Notkirchen in Neuenstein und Kirchensall.
Am Ostermittwoch 1960 fand der erste Spatenstich für die neue St.-Josephs-Kirche am Cappelrain statt, der Grundstein wurde am 11. Dezember 1960 gelegt. Die Inschrift des Grundsteins lautet: Einen anderen Grund kann niemand legen als den, der gelegt ist: JESUS CHRISTUS – 1960. Die Kirche wurde nach Plänen des Stuttgarter Architekt Hans Georg Reuter errichtet, der in Öhringen seinen 25. Sakralbau vollendete. Die Glockenweihe der Kirche fand statt am 1. Mai 1961, dem Fest des Heiligen Josephs. Am 25. November 1961 wurde die neu erbaute Kirche durch Weihbischof Wilhelm Sedlmeier der Kirchengemeinde als Versammlungs- und Gottesdienstort feierlich übergeben.
Zusammen mit der Kirche errichtete die junge Kirchengemeinde ein Gemeindezentrum mit Kindergarten, Gemeindesaal und Pfarrhaus.
Von Januar bis Dezember 2012 wurde die Kirche im Innenraum umfassend renoviert. Dabei wurden die Heizung, die Stromleitungen und die Beschallungstechnik komplett erneuert. Grundlegend umgestaltet wurde der Altarraum. Bei der Neugestaltung der liturgischen Orte wurden Materialien aus dem abgebrochenen Steinaltar verwendet. Das alte Taufbecken wurde zu einem Brunnen umgestaltet, der sich auf dem Kirchvorplatz befindet. Für das neue Kirchengestühl wurden ebenfalls Materialien des bisherigen Gestühls verwendet.

## Ausstattung

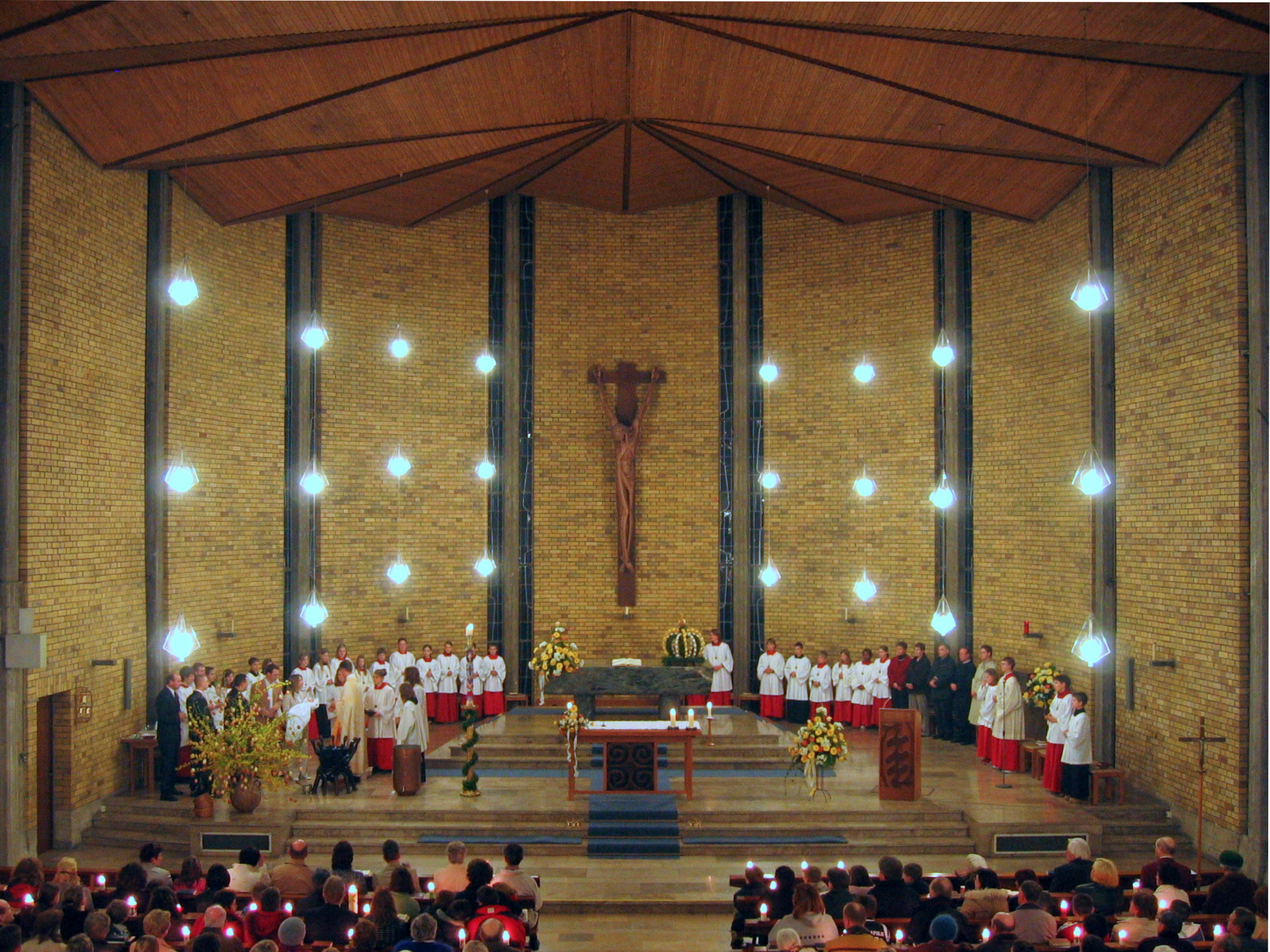
Innenraum von St. Joseph (Gottesdienst in der Osternacht)

Ursprünglicher Schmuck der Kirche sind ein mächtiger Altar aus Dolomitgestein, der flache Tabernakel des Kemnater Künstlers Karl Blau und das hohe Kreuz des Assamstädter Holzbildschnitzers Georg Anton Göbel, der auch die Pietà geschaffen hat.

### Chorraum
Auffälliges Merkmal im Chorraum ist ein Holzaltar mit einer afrikanischen Schnitzarbeit, der sich vor dem ursprünglichen Steinaltar befindet. Der Bau der Kirche und die Gestaltung des Chorraums fielen zeitlich mit dem Zweiten Vatikanischen Konzil zusammen, so dass die Idee des Volksaltars der Liturgiereform nicht berücksichtigt wurde. In den 1990er Jahren wurde deshalb der Holzaltar errichtet, der sich näher an den Gläubigen befindet, der Steinaltar wird seitdem nicht genutzt. Die afrikanische Schnitzarbeit am Altar, am Ambo und an einem neuen Taufbecken im Chorraum sind ein Hinweis auf eine Partnerschaft der Kirchengemeinde mit zwei Aschanti-Dörfern im Offinso District in Ghana.

### Glasfenster
Die Betonglasfenster im Seitenschiff und das Fenster der Taufkapelle wurden von Sepp Vees, einem Gründungsmitglied der Stuttgarter Neuen Sezession, gestaltet. Das Fenster in der Taufkapelle stellt dabei die neutestamentliche Erzählung vom reichen Fischfang dar (Lk 5,1–11 ), die Betonglasfenster auf der linken Seite stellen dar:
- Die Begegnung Jesu mit einer Sünderin (Lk 7,36–50 EU)
- Die Samariterin am Jakobsbrunnen (Joh 4,7–30 EU)
- Die Verleugnung durch Petrus (Mk 14,66–72 EU)
- Jesus und der Schächer (Lk 23,39–43 EU)
- Das Gleichnis vom barmherzigen Vater (Lk 15,11–32 EU)

### Orgel
Die Orgel der Kirche wurde 1983 von dem Orgelbauunternehmen Weise (Plattling) erbaut. Das Instrument hat 30 Register mit insgesamt 1928 Pfeifen und verfügt über zwei Manuale.

### Glocken
Der Turm der Kirche beherbergt insgesamt vier Glocken: die St.-Josephs-Glocke (1.200 kg), die Marienglocke (850 kg), die Peter- und Paulglocke (475 kg) sowie die Arme-Seelen-Glocke (350 kg). Die Glocken läuten einzeln um 12 Uhr und um 19 Uhr. Alle zusammen läuten samstags um 15 Uhr sowie zu den Gottesdiensten der Gemeinde.

## Innenrenovierung
Von Januar bis Dezember 2012 war die Kirche aufgrund umfangreicher Renovierungsmaßnahmen im Inneren nicht zugänglich. Die veraltete Technik im Bereich Heizung, Stromversorgung, Beschallung und Beleuchtung wird dabei erneuert. Die liturgischen Orte, die nicht dem erneuerten Verständnis von Liturgie entsprachen, werden nach einem Künstlerentwurf neu gestaltet. Dabei wird das Material des bisherigen Altars wiederverwendet für die Gestaltung von Altar, Ambo, Tabernakel und Taufstein.